# Bureau de coopération interuniversitaire
Pour les articles homonymes, voir BCI.
Le Bureau de coopération interuniversitaire (BCI) - anciennement dénommé Conférence des recteurs et des principaux des universités du Québec (CREPUQ) - est une organisation sans but lucratif (OSBL) privée qui regroupe, sur une base volontaire, tous les établissements universitaires québécois. La mission du BCI est de favoriser les échanges entre les administrateurs universitaires autour de projets communs et de leur donner accès à des services en matière d'enseignement, de recherche et de gestion.

## Historique
Fondée en 1963, la CREPUQ a été constituée en société à but non lucratif en 1967, et a été dotée d'un secrétariat permanent en janvier 1968.
La CREPUQ a été présidée par:
- 1963-1965             Mgr Irénée Lussier, recteur de l'Université de Montréal
- 1965-1968             Mgr Louis A. Vachon, recteur de l'Université Laval
- 1968-1970             M. H. Rocke Robertson, principal de l'Université McGill
- 1970-1972             M. Roger Gaudry, recteur de l'Université de Montréal
- 1972-1974             Mgr Roger Maltais, recteur de l'Université de Sherbrooke
- 1974-1977             M. John W. O’Brien, recteur de l'Université Concordia
- 1977-1979             M. Paul Lacoste, recteur de l'Université de Montréal
- 1979-1981             M. Jean-Guy Paquet, recteur de l'Université Laval
- 1981-1983             M. Gilles Boulet, président de l'Université du Québec
- 1983-1985             M. Claude Hamel, principal de l'Université de Sherbrooke
- 1985-1987             M. David L. Johnston, recteur de l'Université McGill
- 1987-1989             M. Gilles Cloutier, recteur de l'Université de Montréal
- 1989-1991             M. Patrick Kenniff, recteur de l'Université Concordia
- 1991-1993             M. Michel Gervais, recteur de l'Université Laval
- 1993-1995             M. Claude Hamel, président de l'Université du Québec
- 1995-1997             M. Pierre Reid, recteur de l'Université de Sherbrooke
- 1997-1999             M. Bernard Shapiro, principal de l'Université McGill
- 1999-2001             M. François Tavenas, recteur de l'Université Laval
- 2001-2003             M. Pierre Lucier, président de l'Université du Québec
- 2003-2005             M. Robert Lacroix, recteur de l'Université de Montréal
- 2005-2006             M. Roch Denis, recteur de l'Université du Québec à Montréal
- 2006-2007             M. Michel Pigeon, recteur de l'Université Laval
- 2007-2010             Mme Heather Munroe-Blum, principale de l'Université McGill
- 2010-2012             M. Denis Brière, recteur de l'Université Laval
- 2012-2014             Mme Luce Samoisette, rectrice de l'Université de Sherbrooke

En 2011-2012, le gouvernement du Parti libéral de M. Jean Charest prend la décision de hausser les droits de scolarité universitaires. Cette décision a provoqué des débats sociaux et une grève étudiante qui mènera à un changement de gouvernement lors de l'élection générale tenue en août 2012. Le gouvernement du Parti québécois de Madame Pauline Marois organise en février 2013 un Sommet sur l'enseignement supérieur afin que l'ensemble des partenaires du monde de l'enseignement supérieur analysent et discutent des enjeux les concernant.
Compte tenu des résultats de ces discussions, les chefs d'établissements universitaires ont examiné de façon critique leur capacité d'être représentés collectivement de manière efficace,. Cette réflexion tenue au cours de l'été 2013,, a mené à une restructuration majeure de l'organisation qui fédérait les universités québécoises depuis 50 ans, la CREPUQ. Pour lui succéder, les 19 chefs d'établissements universitaires québécois ont entériné la création du BCI dès janvier 2014.
Depuis, le BCI a été présidé par : 
- 2014-2016             M. Guy Breton, recteur de l'Université de Montréal
- 2016-2019             M. Michel Patry[5], directeur de HEC Montréal
- 2019-2022             M. Pierre Cossette[6], recteur de l'Université de Sherbrooke
- 2022-2024             M. Daniel Jutras[7], recteur de l'Université de Montréal
- 2024-                     M. Christian Blanchette[8], recteur de l'Université du Québec à Trois-Rivières (UQTR)

La direction de l'organisme a été successivement assumée par:
- 1968-1971             M. Pierre-Paul Proulx
- 1972-1975             M. René Hurtubise
- 1975-1988             M. Richard Pérusse
- 1988-1991             Mme Claire McNicoll
- 1991-2007             M. Jacques Bordeleau (jusqu'au 31 août 2007)
- 2007-2013             M. Daniel Zizian (jusqu'au 20 décembre 2013)[9]
- 2014-2019             M. Claude Bédard[10]
- 2019-                     Mme Ginette Legault[11]

## Membres du BCI
Sont membres du BCI les établissements universitaires au Québec qui y adhèrent et qui acquittent leur cotisation annuelle. Chaque membre y est représenté par son chef d’établissement.

## Structure organisationnelle
Le Conseil d'administration du BCI regroupe l'ensemble des chefs d'établissements universitaires.
Les officiers du BCI sont au nombre de cinq : le président, trois vice-présidents et le secrétaire-trésorier. Ils constituent le Comité exécutif auquel se joint la directrice ou le directeur général avec droit de parole mais sans droit de vote.
Les activités du BCI se regroupent autour de six comités principaux:
- Comité des affaires académiques duquel relèvent le Sous-comité des registraires et le Sous-comité du recrutement étudiant international;
- Comité de la recherche duquel relève le Sous-comité des bureaux de liaison entreprises-universités;
- Comité des affaires médicales duquel relèvent la Conférence des doyens des facultés de médecine, la Conférence des vice-doyens aux études de 1er cycle des facultés de médecine et la Conférence des vice-doyens aux études médicales post-doctorales des facultés de médecine.
- Comité des affaires administratives et financières duquel relèvent le Sous-comité de l'approvisionnement, le Sous-comité des assurances, le Sous-comité des ressources financières et le Sous-comité des ressources matérielles;
- Comité des secrétaires généraux duquel relèvent le Sous-comité des conseillers juridiques et le Sous-comité des archivistes;
- Comité des ressources informationnelles et de la transformation numérique duquel relèvent le Sous-comité de la collaboration interuniversitaire en ressources informationnelles et le Sous-comité de la sécurité de l'information.